# Bolivarismo

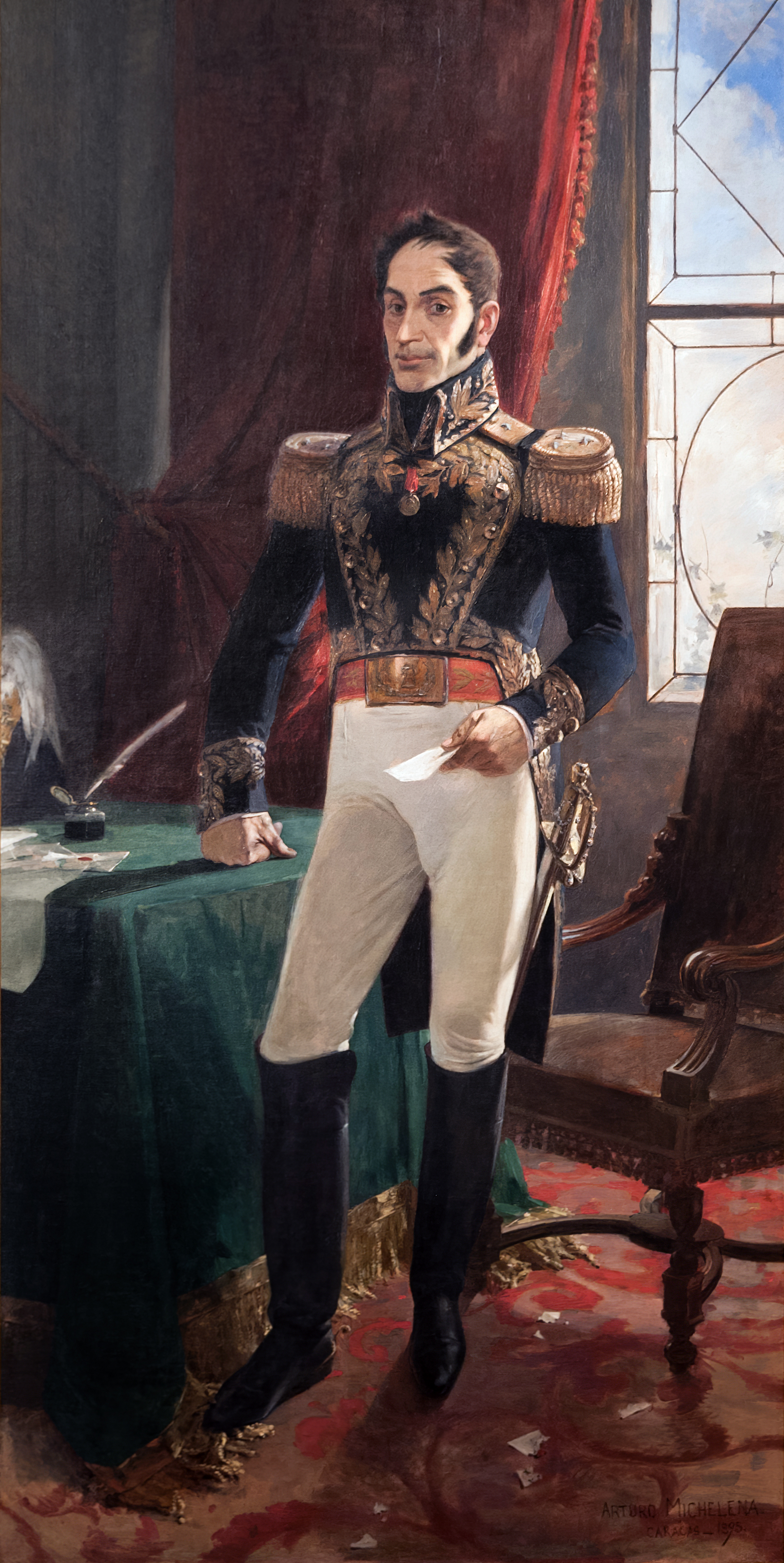
Simón Bolívar

Il bolivarismo è il nome che rappresenta la visione storico-politica dell'America Latina di Simón Bolívar (1783-1830), generale, patriota e rivoluzionario, che partecipò attivamente alle lotte per l'indipendenza di Venezuela, Colombia, Perù, Bolivia ed Ecuador.
Il bolivarismo punta alla creazione di una unione politica dei paesi e delle società latinoamericane, mantenendo sempre vivo il progetto della Grande Colombia, confederazione che esistette dal 1819 al 1831 e dalla cui frammentazione nacquero gli attuali stati di Colombia, Venezuela, Ecuador e Panama.
In Venezuela il bolivarismo è fortemente associato al socialismo del XXI secolo e al chavismo per effetto dell'azione politica dell'ex Presidente Hugo Chávez della cosiddetta "rivoluzione bolivariana" da lui promossa.